# Georges Dufayel
Georges Jules Dufayel, né le 1er janvier 1855 et mort le 28 décembre 1916, est un commerçant parisien et homme d'affaires qui continue à développer le système des achats à crédit et des achats sur catalogue conçu par Jacques François Crespin (1824-1888).
Il est à l'origine de la station balnéaire Le Nice-Havrais à Sainte-Adresse en Normandie. Il est aussi propriétaire des Grands Magasins Dufayel, le grand magasin le plus vaste au monde à l'époque, dans le quartier de la Goutte-d'Or à Paris où l'on trouve pêle-mêle des meubles et des articles ménagers. Le magasin est fermé en 1930, mais le bâtiment, modifié, existe toujours au début du XXIe siècle.

## Biographie

### Grands Magasins Dufayel

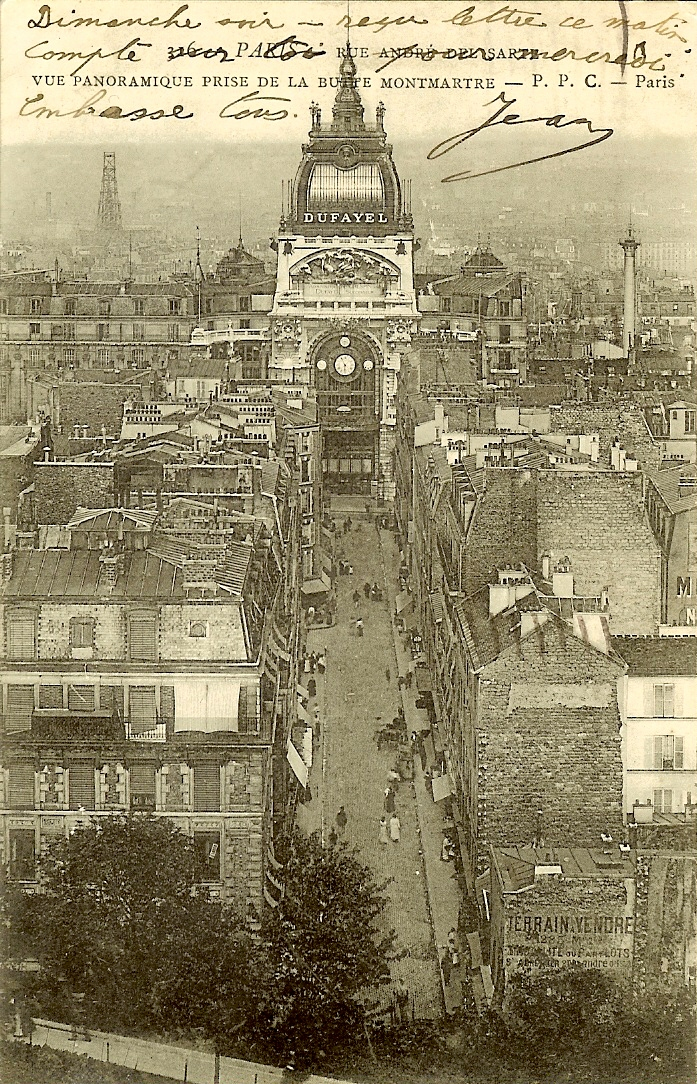
Les Grands Magasins Dufayel, 26, rue de Clignancourt, Paris.

Georges Dufayel est le fils d'Achille Armand Dufayel et de Marie Stéphanie Nicholas. Il suit les cours de la Maison Dupont-Tuffier. À 16 ans, il commence à travailler pour Jacques François Crespin (1824-1888) au Palais de la Nouveauté à Paris un magasin fondé par Crespin en 1856 où se vendent déjà meubles et articles du quotidien à crédit.
À la mort de Crespin en 1888, Dufayel, 33 ans, prend la direction de l'entreprise.
En 1890, le Palais de la Nouveauté devient les Grands Magasins Dufayel. Il se lance alors dans la vente de meubles à grande échelle. Avec l'architecte Gustave Rives, il agrandit le bâtiment et lui ajoute un théâtre, un hall de concert, et un jardin d'hiver. Cela lui permet d'organiser des conférences, des réunions scientifiques, de projeter des films ou de monter toutes sortes de spectacles pour attirer de nouveaux clients. La façade, ornée de sculptures d'Alexandre Falguière et Jules Dalou impressionne d'autant plus qu'un dôme doté d'un phare surplombe l'ensemble.
Le grand intérêt de cet édifice est de marier respect et plaisir. « L’entrée était ornée par des sculptures et des statues représentant des thèmes tels que « Le Crédit » et « La Publicité » et surmontée par un dôme de 55 m de hauteur. Dans l’immeuble se trouvaient 200 statues, 180 tableaux, colonnes, panneaux décoratifs, formes en bronze tenant des candélabres, faïences et verrerie peintes, et grands escaliers ; un théâtre avec des rideaux de soie, guirlandes en blanc et en or, et des miroirs immenses permettait d’accueillir 3 000 personnes. »
Les conditions de travail dans Les Grands Magasins Dufayel sont sujettes à plaintes. Les journées de travail sont longues et fastidieuses et les employés obligés de payer une amende en cas de retard.  En décembre 1905, les employés protestent le temps d'une grève mémorable d'une journée dirigée contre les deux gérants considérés comme trop inhumains, grève qui ne résout rien.

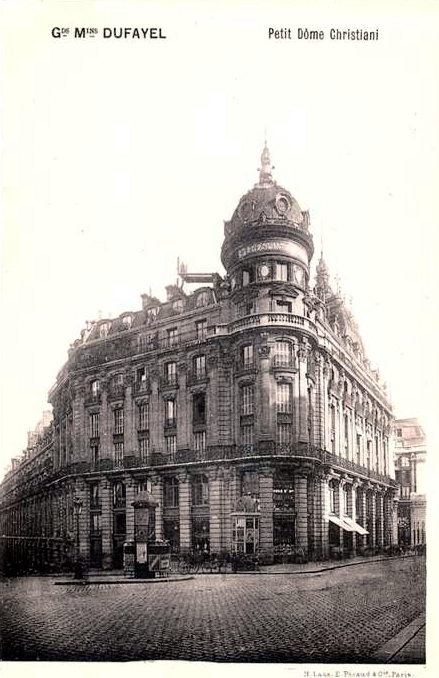
Façade des Grands Magasins.
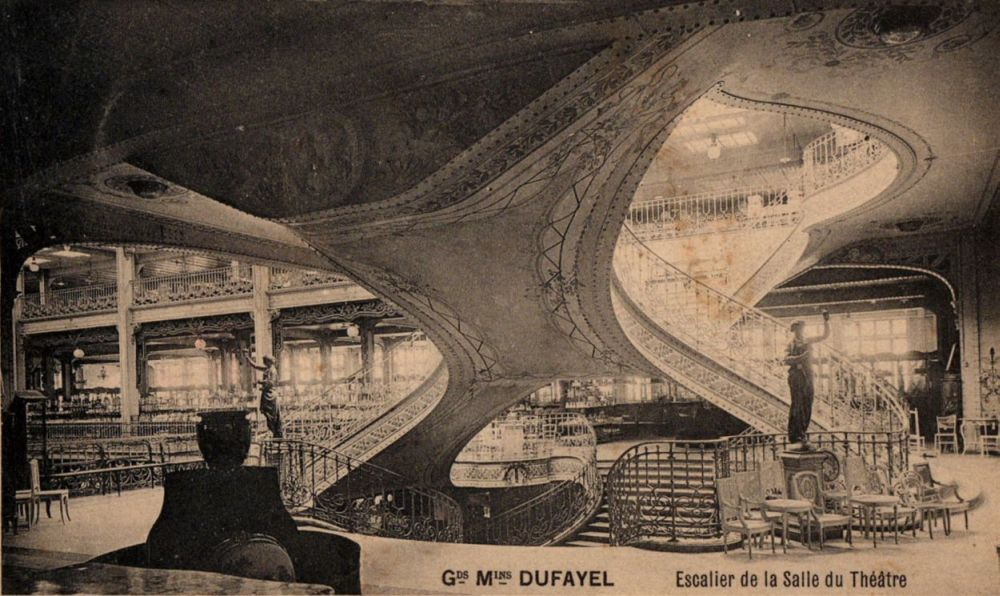
L'escalier dans les Grands Magasins Dufayel.
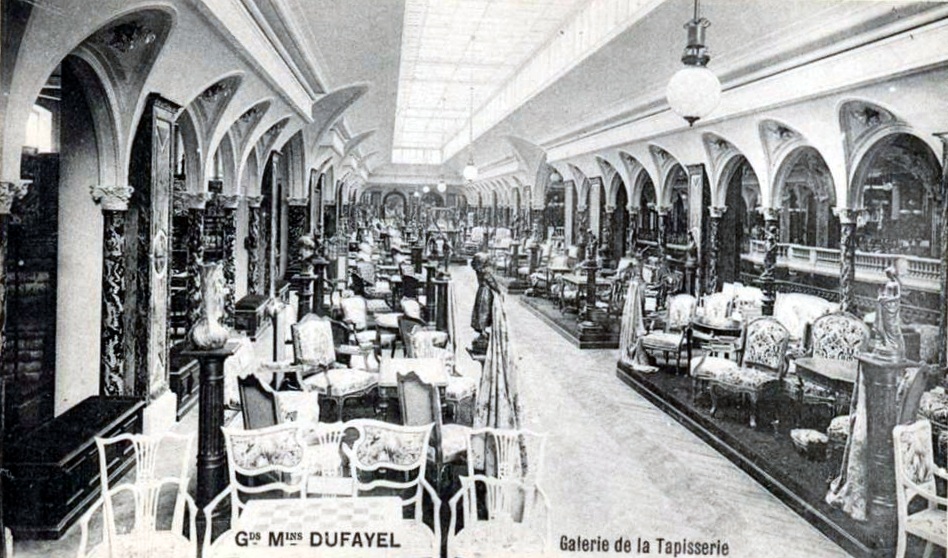
Galerie de la Tapisserie.
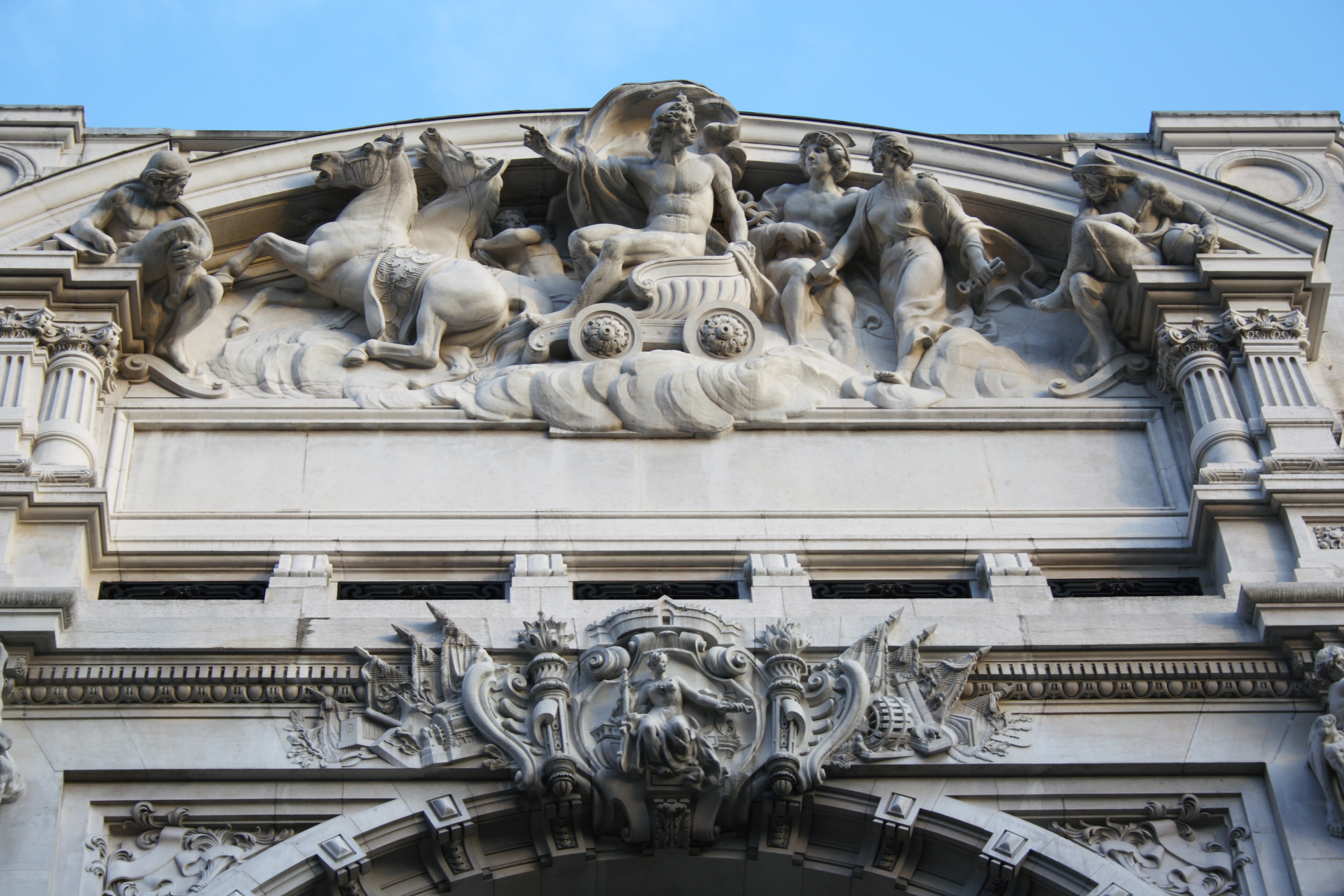
Jules Dalou, Le Progrès entraînant le commerce et l'industrie.
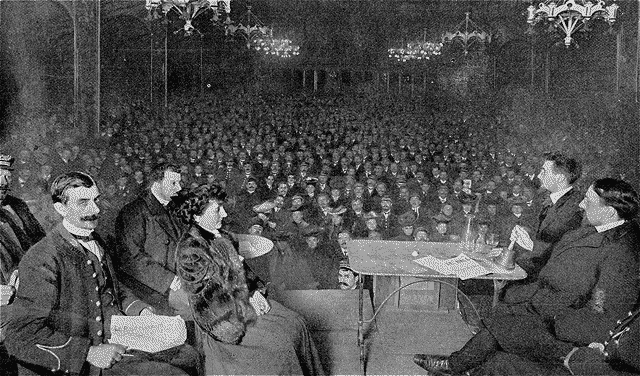
Réunion de grévistes des Magasins Dufayel en décembre 1905.

### Achats à crédit et marketing
Le développement des achats à crédit appliqués par Georges Dufayel est une idée dont Jacques François Crespin est l'auteur. Pionnier du genre, il commence par vendre des photographies à crédit avant de créer le Palais de la Nouveauté, où tous les articles se vendent de cette façon. Dufayel enrichit ce système en proposant des bons permettant aux clients d'acheter moyennant 20 % à l'achat, puis d'échelonner le solde. Ces bons sont valables dans 400 magasins en France. Dufayel perçoit une commission de 18% sur chaque vente. Ce système est perçu comme un moyen pour les moins fortunés de faire des achats à bon marché.
Les Grands Magasins Dufayel situés dans un quartier populaire. Ses concurrents, Les Galeries Lafayette, Printemps, Le Bon Marché, et Samaritaine, sont implantés dans des quartiers plus aisés. Le magasins Dufayel permettent aux classes plus modestes d'acquérir des biens comparables à ceux que s'offrent la grande bourgeoisie. « [Le magasin] invitait les ouvriers à appréhender les achats comme une activité sociale, comme la bourgeoisie le faisait dans les grands magasins luxueux de Paris ».
« En 1900, ce Napoléon des achats à crédit avait une clientèle de 2.4 millions ; en 1904, il en avait 3.5 millions. 800 agents enquêtaient sur la solvabilité des clients par divers moyens, n'hésitant pas à soudoyer les concierges pour une information. »  Ces renseignements sont collectés dans une sorte de base de données. « La société utilisait les informations acquises par ces agents pour orienter l’entreprise dans de nouvelles directions commerciales. Dufayel était une des premières agences de publicité à réaliser des sondages et compiler des listes de diffusion. »

### Décès et héritage

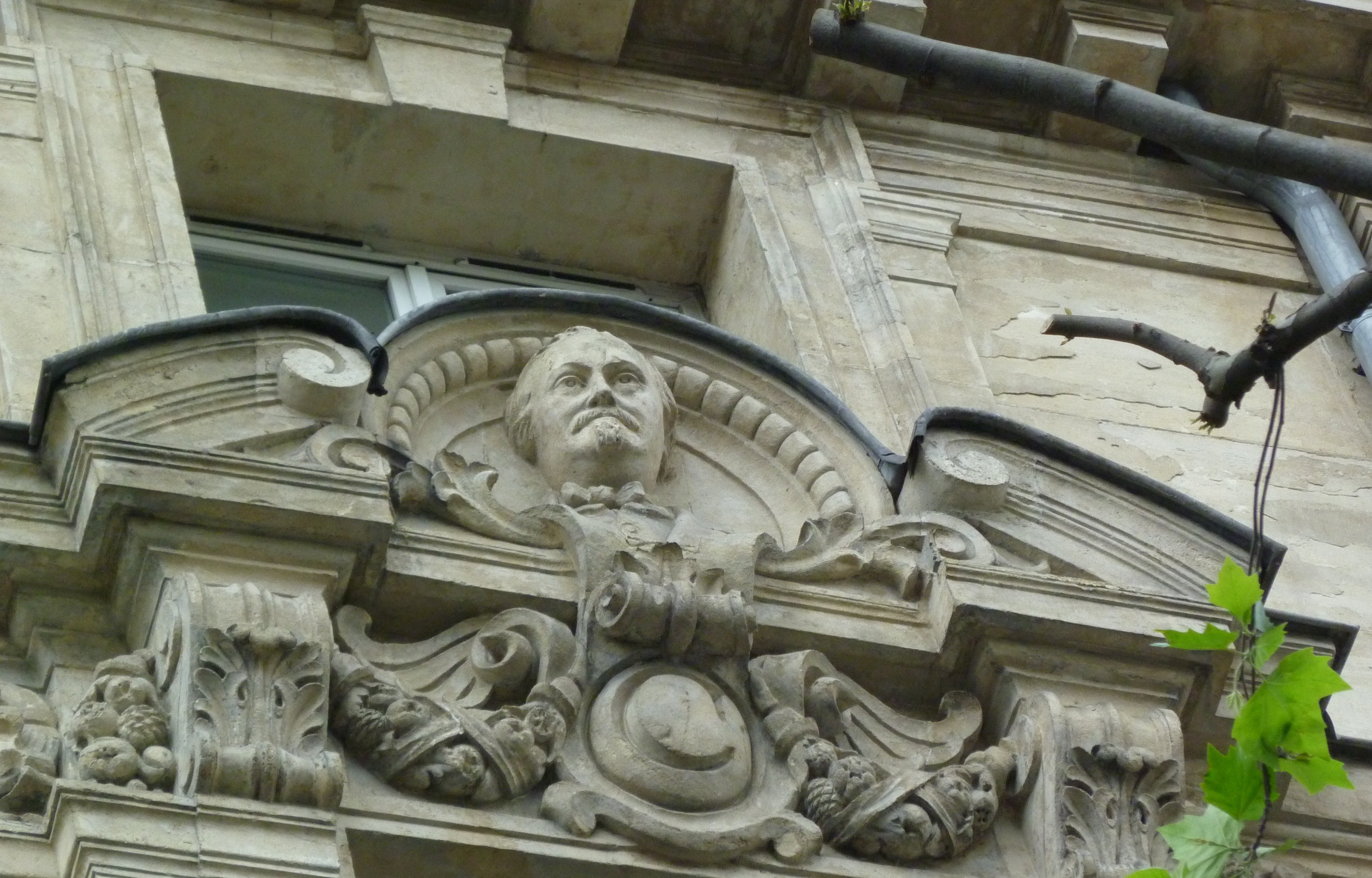
Un buste de Georges Dufayel sur la façade des Grands Magasins Dufayel.

Exclu de la bonne société du fait de ses origines modestes et de son goût ostentatoire, Georges Dufayel sait éviter tout scandale financier au cours de sa carrière et adopte la devise : « Bien faire et laisser dire ». Il meurt à Paris. Ses obsèques se déroulent en l'église Saint-Philippe-du-Roule.
Dufayel ne s'étant jamais marié et n'ayant pas de descendant, il a désigné l'architecte Gustave Rives comme son exécuteur testamentaire. Dans son testament, il n'oublie pas ses employés. « Tous sans exception, depuis le caissier en chef jusqu'au balayeur des escaliers. Il y avait cependant, dans le testament, une clause qui excluait de ces legs les employés qui auraient fait grève, ne fût-ce qu'une journée [en 1905]. »
Dufayel est Officier de la Légion d'honneur, membre du jury décernant les prix lors de l'Exposition universelle à Paris en 1900, et membre de l'Automobile Club de France et de l'Aéro-Club de France.

## Immobilier

### Résidences
Très riche, Dufayel amasse une importante collection d'objets d'art et fait l'acquisition d'une maison sur l'avenue des Champs-Élysées (nos 76-78) appartenant auparavant à la duchesse d'Uzès. Il la fait démolir et la remplace par un hôtel particulier plus imposant, construction orchestrée par l'architecte Gustave Rives, qui a déjà procédé à l'agrandissement des Grands Magasins Dufayel. « Une des maisons les plus chères et ostentatoires au monde, elle a été construite pour le marchand de meubles millionnaire Dufayel avant la [Première] Guerre [mondiale], mais qui, l’ayant trouvée trop magnifique pour y vivre, a préféré habiter jusqu’à son décès une maison plus raisonnable édifiée dans la cour. »
Après la mort de Dufayel en 1916, cette maison abrite un club de journalistes pendant la Conférence de Paix de Paris (1919). Standard Oil en fait l'acquisition en 1920, mais elle est détruite au cours des années 1920 et remplacée par un passage commercial : les arcades des Champs-Élysées.
Au Havre, il réside à la Villa Maritime et posséde un yacht privé nommé Pacifique.

### Catalogue
Entre 1901 et 1904, Dufayel publie un catalogue, l'Indicateur Dufayel, qui contient des publicités pour des biens immobiliers à vendre ou à louer.  Dufayel qui est son propre banquier (ainsi que celui de nombreux commerçants), vend des assurances, et gére une société de publicité, l'Affichage national Dufayel, qui inonde les murs de Paris d'affiches publicitaires.

### Nice-Havrais
À Sainte-Adresse, on appelle Dufayel « l'homme à la baignoire d'argent ». Son nom est associé à la création d'une station balnéaire à Sainte-Adresse en Normandie, près du Havre, sur la Manche, « Le Nice-Havrais », conçue en collaboration avec l'architecte Ernest Daniel. Ses imposants immeubles et sa promenade sont frappants par leur similitude avec ceux de Nice sur la Côte d'Azur. À la mort de Daniel, Gustave Rives reprend le projet du grand Immeuble Dufayel, du Casino Marie-Christine au Havre, et de l'Hôtellerie. Au cours de la Première Guerre mondiale, l'hôtellerie sert de siège au gouvernement belge en exil, mais est détruite durant la Seconde Guerre mondiale par les Allemands ainsi que le Casino. L'immeuble Dufayel existe toujours.

### Colonnes Dufayel
Dufayel est également le concessionnaire des colonnes Dufayel, élément du mobilier urbain parisien dont la partie inférieure sert de boîte aux lettres, et la partie supérieure d'affichage publicitaire éclairé. Leur installation est autorisée en 1894, et un timbre commémoratif leur a est dédié en 1978.